# Solms
Solms is een plaats in de Duitse deelstaat Hessen, gelegen in de Lahn-Dill-Kreis. De stad telt 13.641 inwoners.

## Geografie
Solms heeft een oppervlakte van 34,05 km² en ligt in het centrum van Duitsland, iets ten westen van het geografisch middelpunt.

## Stadsdelen
- Albshausen
- Burgsolms
- Niederbiel
- Oberbiel
- Oberndorf

## Geschiedenis
zie: graafschap Solms
Aßlar · Bischoffen · Braunfels · Breitscheid · Dietzhölztal · Dillenburg · Driedorf · Ehringshausen · Eschenburg · Greifenstein · Haiger · Herborn · Hohenahr · Hüttenberg · Lahnau · Leun · Mittenaar · Schöffengrund · Siegbach · Sinn · Solms · Waldsolms · Wetzlar